# Stalix toyoshio
Stalix toyoshio är en fiskart som beskrevs av Shinohara, 1999. Stalix toyoshio ingår i släktet Stalix och familjen Opistognathidae. Inga underarter finns listade i Catalogue of Life.